# Памятник адмиралу Корнилову
Памятник адмиралу Корнилову — памятник русскому адмиралу Владимиру Алексеевичу Корнилову в городе Севастополе.
Установлен 5 (17) октября 1895 года на Малаховом кургане на месте смертельного ранения адмирала. Авторы — генерал-лейтенант А. А. Бильдерлинг и скульптор академик И. Н. Шредер. Восстановлен (после разрушения в годы Великой Отечественной войны) в 1983 году, к празднованию 200-летия основания Севастополя. Авторы проекта профессор М. К. Вронский и заслуженный архитектор УССР В. Г. Гнездилов. Общая высота памятника — 9,1 метра, скульптура адмирала — 3 метра.

## История

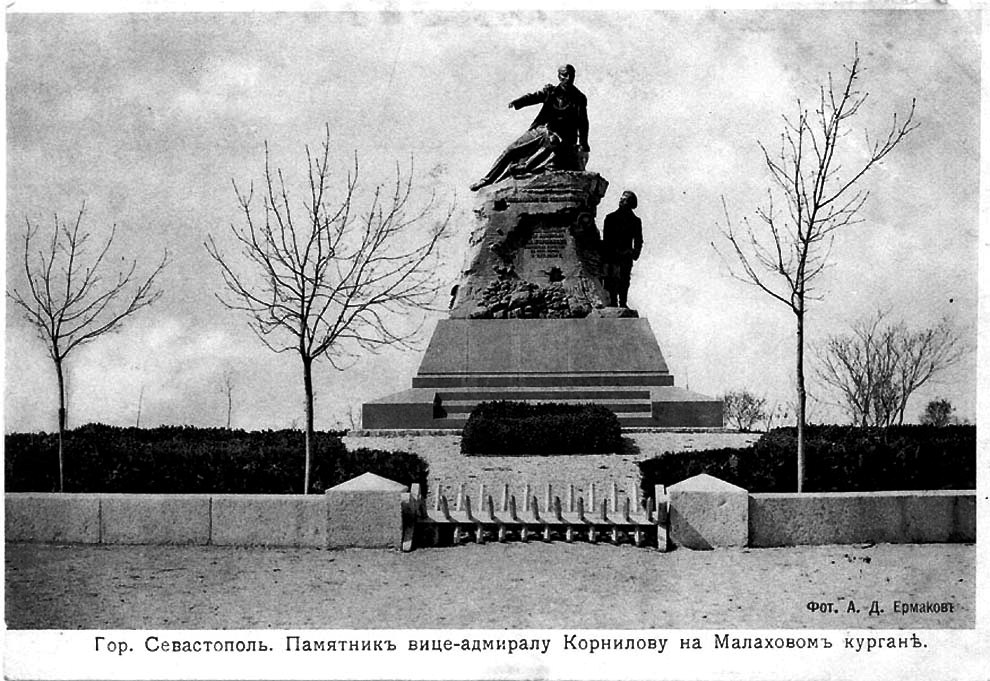
Памятник вице-адмиралу Корнилову в начале XX века.

5 октября 1854 года около 11 часов дня Владимир Корнилов прибыл на Малахов курган. Осмотрев позиции и нижний ярус башни, решил осмотреть резервы в Ушаковой балке. Не успев дойти нескольких шагов до батареи № 28 (батареи Станиславского), где стояла его лошадь, вражеское ядро раздробило ему левую ногу у паха. Смертельно раненый адмирал произнёс: «Отстаивайте же Севастополь!» и потерял сознание. Врач В. И. Павловский оказал ему медицинскую помощь. Но усилия медиков были тщетны: в тот же день в половине четвёртого вице-адмирал Корнилов скончался. Одними из последних его слов были: «Скажите всем, как приятно умирать, когда совесть спокойна», потом, через час: «Благослови, Господи, Россию и государя, спаси Севастополь и флот». По приказу адмирала Нахимова на месте смертельного ранения Корнилова севастопольский юнга Дмитрий Бобырь со своими товарищами-юнгами выложил крест из вражеских бомб и ядер. Этот крест стал первым памятником адмиралу. В октябре 1854 года по указанию императора Николая I бастион на Малаховом кургане стали именоваться корниловский.
В конце XIX века скульптору И. П. Витали заказали памятник адмиралу, но из-за болезни он не осуществил свой замысел. Проект памятника разработали генерал-лейтенант от кавалерии художник А. А. Бильдерлинг и скульптор, участник обороны Севастополя, академик И. Н. Шредер. В 1893 году началось строительство памятника. Бронзовые части отлиты на заводе Берда в Петербурге, цокольную часть выполнили из крымского диорита. На пробитом ядрами постаменте изображалась часть укреплений Малахова кургана. Венчала памятник фигура смертельно раненого адмирала. Опёршись на левую руку, он правой указывал на город, на севастопольские укрепления. На постаменте написаны последние слова адмирала: «Отстаивайте же Севастополь!». Здесь же перечислены суда, которыми командовал В. А. Корнилов, и морские сражения, в которых он принимал участие. Ниже на памятнике находилась фигура знаменитого матроса Петра Кошки, заряжающего пушку.

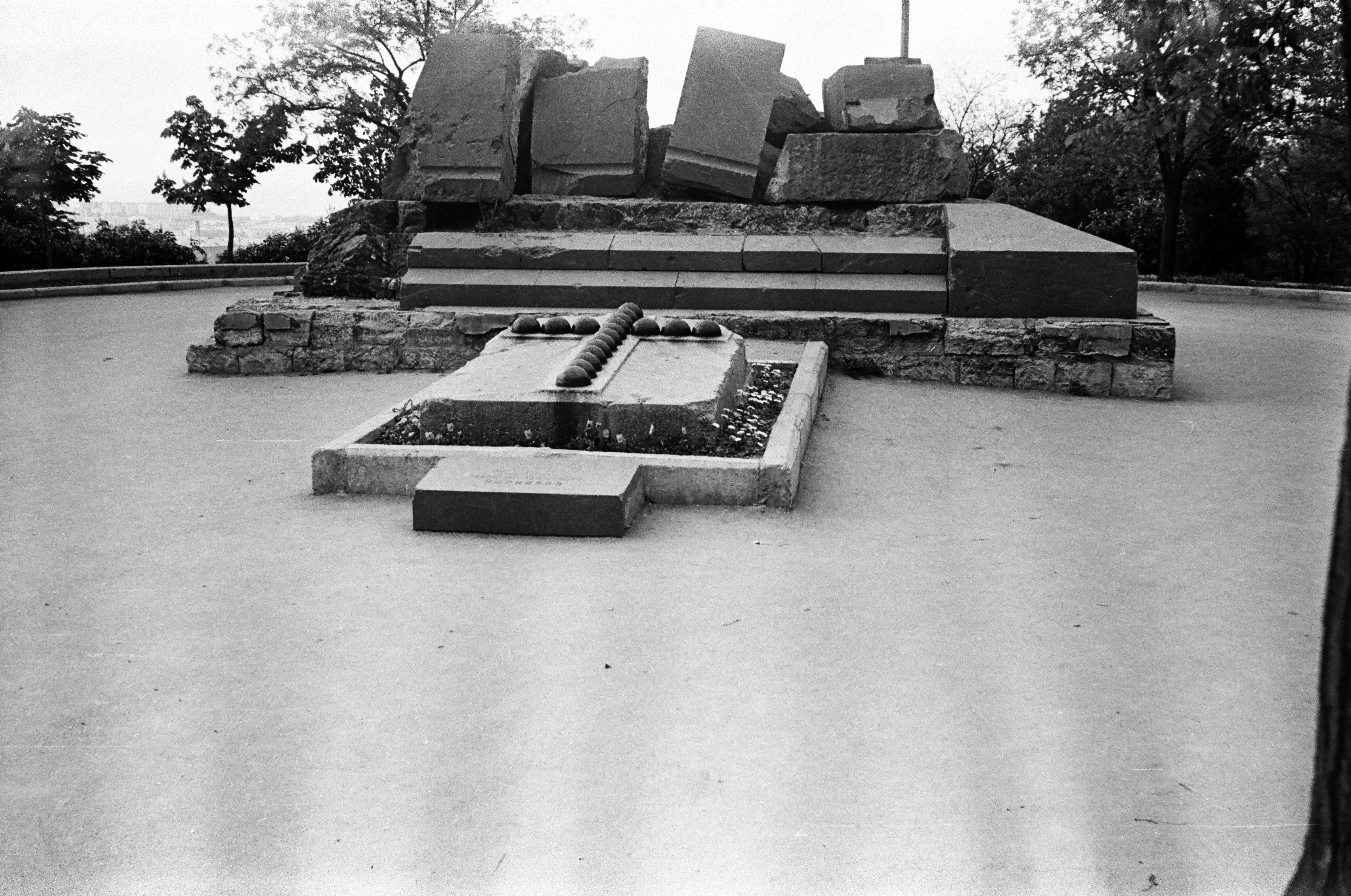
Памятник после Великой Отечественной войны и до восстановления

В годы Великой Отечественной войны гитлеровцы разрушили монумент: бронзовую часть памятника вывезли и переплавили, а цоколь взорвали.
Только в конце 1970-х годов начались работы по восстановлению памятника. Авторы проекта: народный художник УССР профессор М. К. Вронский и заслуженный архитектор УССР В. Г. Гнездилов максимально точно воспроизвели оригинал. За основу они взяли первоначальный вариант памятника, модель которого хранится в Центральном военно-морском музее в Санкт-Петербурге.
Памятник был вновь открыт 7 сентября 1983 года.